# Triepeolus nigrihirtus
Triepeolus nigrihirtus är en biart som beskrevs av Mitchell 1962. Triepeolus nigrihirtus ingår i släktet Triepeolus och familjen långtungebin. Inga underarter finns listade i Catalogue of Life.